# Merinos (entreprise)
Pour les articles homonymes, voir Mérinos.
Merinos est une marque de la société Copirel, du groupe Cofel.
Elle a été créée par la Société des Matelas Merinos, fondée en 1945 par l'ingénieur Pierre Gauthier, spécialisée dans la fabrique de matelas, ainsi que des carcasses de sièges de voiture.
Le principal site de production se situe à Vesoul, en Haute-Saône.

## Histoire
À l'origine, la maison mère et l'usine sont installées dès 1945 sur la commune de Nanterre (Hauts-de-Seine). 
L'extension de l'usine de Nanterre ne pouvant être réalisée, on a cherché un nouveau site d'usine dans l'Est de la France (Chaumont, Troyes) afin de se trouver au plus proche du principaux client, les usines Peugeot de Sochaux.
Une unité de production est finalement construite dans la ville de Vesoul en 1958. L'usine est construite en charpente métallique dans la Zone industrielle Poincaré, appelée à l'époque « Zone industrielle Est ». En 1958, l'établissement couvre une surface de 3 800 m2 et en 1963, il s'étend sur 7 500 m2. Le nombre de salariés atteint 300.
En 1973, le siège social de l'entreprise est déplacé à Rocquencourt (Yvelines).
En 1994, elle est rachetée par Slumberland. (Suisse).
En 2001, elle intègre le groupe Espagnol Cofel.
L'établissement compte 10 000 m2 d'ateliers et 8 000 m2 de stockage et emploie environ 120 salariés.
En 2019, l'usine a produit plus de 230 000 matelas. 
L'intégralité des matelas vendus par l'entreprise sont produits en France.